# Операционный светильник

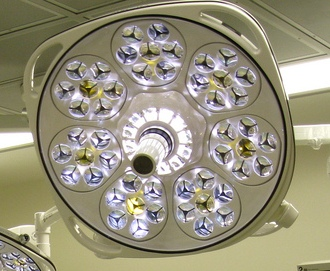
Современный операционный светильник.

Операционный светильник — медицинское оборудование для обеспечения необходимого уровня освещения операционного поля на операционном столе. Операционные светильники обеспечивают минимум теней в области операционного поля, сохраняют цветопередачу, не нагревают операционное поле.
Основные виды операционных светильников по источнику света:
- галогеновые
- газоразрядные
- светодиодные.

Операционный светильник может комплектоваться видеокамерой. Операционные светильники комплектуются сменными стерильными ручками, а также регуляторами яркости, для повышения удобства работы хирурга.
Некоторые операционные светильники имеют датчики положения людей и могут отключать некоторые зоны для комфорта хирурга, сохраняя при этом общий уровень светового потока (освещения операционного поля).
Светильник должен быть выполнен в форме, в наименьшей степени нарушающей ламинарность воздушных потоков в операционной.

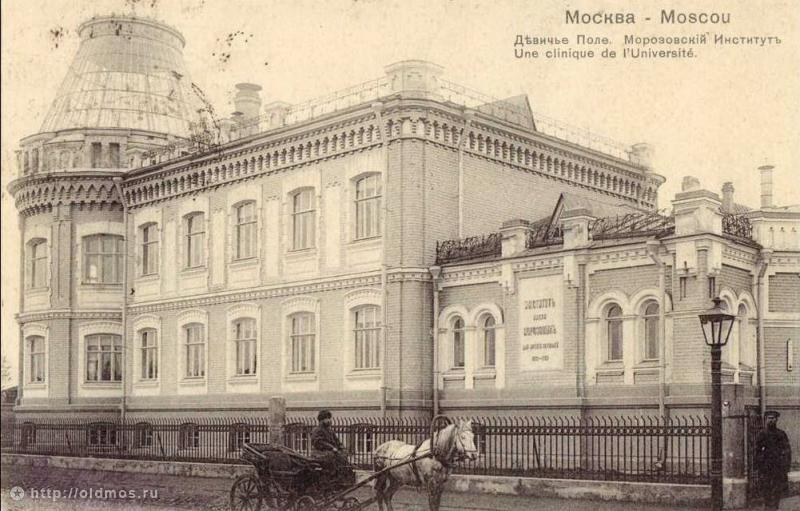
Здание института раковых заболеваний в в московском Клиническом городке, построенное в 1903 году, оснащено куполом над операционной, так как электрический свет в то время еще только дополнял дневной во время операций

## Стандарты
- IEC International 60601